# 2001
2001. је била проста година.

## Догађаји

### Јануар
- 6. јануар — Конгрес САД прогласио је Џорџа В. Буша победником америчких председничких избора 2000.
- 9. јануар — Биљана Плавшић се добровољно предала Хашком трибуналу.
- 15. јануар — Основана је Википедија.
- 19. јануар — Амерички председник Бил Клинтон донео одлуку о укидању спољног зида санкција СР Југославији.
- 20. јануар — Џорџ В. Буш наслиједио је Била Клинтона на месту америчког предсједника и постао 43. председник.
  - Глорија Макапагал-Аројо је преузела дужност председника Филипина од Џозефа Естраде.
- 23. јануар — Инцидент самоспаљивања на Тјен Ан Мену.
- 25. јануар — Скупштина Србије изабрала нову Владу Србије на челу са Зораном Ђинђићем.
- 31. јануар — Након деветомесечног суђења шкотски суд осудио је на доживотну робију Либијца Абдел Басет ал Меграха (49) због подметања бомбе у авион Пан Ам-а, који се у децембру 1988. срушио изнад шкотског града Локербија и усмрти 270 људи. Његов саучесник Амин Халифа Фахим ослобођен је оптужби.

### Фебруар
- 6. фебруар — Аријел Шарон је победио је на изборима за израелског премијера.
- 12. фебруар — Свемирска летелица НЕАР Шумејкер спустила се на површину астероида 433 Ерос и постала прва свемирска летјелица која је слетела на неки астероид.
- 13. фебруар — Земљотрес магнитуде 6,6 погодио је Салвадор убивши најмање 400 људи.
- 16. фебруар — Бомбашки напад на аутобус "Нишекспреса" код Подујева, погинуло 10 Срба и још 2 особе су подлегле повредама касније, осим тога повређене су још 43 особе (Напад на аутобус код Подујева).[1]
- 18. фебруар — Агент америчког Федералног истражног бироа Роберт Хансен је ухапшен пошто је 22 године шпијунирао за совјетске и руске обавештајне службе.
- 24. фебруар — Ухапшен Раде Марковић, бивши шеф Ресора државне безбедности у Србији.
- 27. фебруар — Скупштина СРЈ укинула Указ о одузимању држављанства и имовине породици Карађорђевић из 1947.

### Март
- 3. март — Хрватска национална скупштина у Мостару прогласила је „прелазну хрватску самоуправу” у БиХ.
- 5. март — Председници СР Југославије и Републике Српске, Војислав Коштуница и Мирко Шаровић, потписали су у Бањалуци Споразум о успостављању специјалних паралелних веза СРЈ и РС.
- 7. март — Високи представник за Босну и Херцеговину Волфганг Петрич сменио је Анту Јелавића са места хрватског члана Председништва БиХ.
- 12. март — У акцији уништавања неисламских културних споменика талибанске власти у Авганистану уништиле су два највећа кипа Буде у свету.
- 23. март — После петнаестогодишње мисије у свемиру, руска свемирска станица Мир, плански је уништена потапањем у Тихом океану.
- 23. март — Хашком трибуналу предат Миломир Стакић, бивши градоначелник Приједора.
- 28. март — Заступнички дом Хрватског сабора укинуо Жупанијски дом истог.
- 30. март — На београдском насељу Дедиње окупило се неколико стотина присталица бившег председника СРЈ и Србије Слободана Милошевића, после вести да се спрема његово хапшење. Посланици СПС-а у републичком парламенту напустили заседање и придружили се демонстрантима.

### Април
- 1. април — После преговора са српском Владом, Слободан Милошевић се предао истражним органима и одведен у београдски Централни затвор, где му је одређен притвор.
- 1. април — Амерички шпијунски авион сударио се с кинеским ловцем изнад Јужног кинеског мора, после чега је летелица САД принудно слетела у кинеску војну базу Хајнан.
- 28. април — Бизнисмен из САД, Денис Тито, први човек који је платио лет у свемир (20 милиона долара), отпутовао је, с руском посадом, на Међународну свемирску станицу.

### Мај
- 20. мај — Основну изјаву УЧПМБ о оружаном сукобу у Прешевској долини, потписала је Ослободилачка војска Прешева, Медвеђе и Бујановца (УЧПМБ), а Изјаву о условној амнестији за припаднике УЧПМБ, Република Србија у оквиру СРЈ. То је први споразум који се односи на Прешево, Медвеђу и Бујановац. Кончуљски споразум је колоквијални назив за две изјаве, којима се УЧПМБ обавезала на разоружање и демобилизацију, а Југословенска војска се вратила у Сектор Б зоне безбедности (ГСЗ) до 31. маја.

### Јун
- 1. јун — Непалски престолонаследник Дипендра убио је у палати у Катмандуу своје родитеље, краља Бирендру и краљицу Ајсварају и још шест чланова породице, а потом је извршио самоубиство.
- 11. јун — У Јагодини убијен новинар Милан Пантић, дописник „Вечерњих новости” из тог града.
  - Потпредседник Владе Србије, Вук Обрадовић, разрешен дужности због оптужби да је сексуално узнемиравао колегинице из своје странке.
- 28. јун — Слободан Милошевић изручен Хашком трибуналу.

### Јул
- 2. јул — У САД је извршено прво усађивање механичког срца.
- 13. јул — Формиран Одбојкашки клуб „Борац” из Бање Луке.
- 14. јул — Влада Републике Србије саопштила је да је откривен камион-хладњача у акумулационом језеру хидроелектране Перућац, где је нађено између 50 и 60 лешева за које се претпостављало да су жртве рата на Косову и Метохији.

### Август
- 13. август — Представници Северне Македоније, Албанаца у Републици Македонији, САД и ЕУ потписали Охридски споразум.
- 17. август — Демократска странка Србије иступила из ДОС-а и Ђинђићеве Владе, оптужујући је да је повезана са организованим криминалом.
- 22. август — Милан Протић, амбасадор СР Југославије у САД, смењен са своје дужности.

### Септембар
- 11. септембар — Терористички напади у САД, велики број жртава, срушене две зграде Светског трговинског центра у Њујорку.
- 16. септембар — Кина је после 15 година преговора примљена у Светску трговинску организацију.
- 26. септембар — Белгија је изручила Међународном трибуналу за Руанду бившег руандског министра за финансије Емануела Ндиндабахизија, оптуженог за умешаност у геноцид у Руанди.

### Октобар
- 7. октобар — САД и Уједињено Краљевство су почеле ваздушне нападе на Авганистан због одбијања авганистанских власти да изруче Осаму бин Ладена.
- 24. октобар — У нападу америчких снага на Кабул, убијена су 22 члана пакистанског милитаристичког покрета Харакат-ул-Муџахедини, који су се борили против индијске власти у Кашмиру.
- 26. октобар — Амерички председник Џорџ Буш млађи је потписао Патриотски закон, чиме је значајно повећана надлежност америчких служби у борби против тероризма.

### Новембар
- 9. новембар — Отпочела побуна припадника Јединице за специјалне операције Ресора државне безбедности Србије.

### Децембар
- 6. децембар — Наташа Мићић (ДОС) изабрана је за председницу Скупштине Србије, након што је Драган Маршићанин (функционер ДСС), поднео оставку на ту функцију.

## Рођења

### Јануар
- 3. јануар — Дени Авдија, израелско-српски кошаркаш[2]
- 3. јануар — Лазар Васић, српски кошаркаш[3]
- 21. јануар — Џексон Брандиџ, амерички глумац[4]
- 22. јануар — Страхиња Ераковић, српски фудбалер[5]
- 23. јануар — Олга Даниловић, српска тенисерка[6]

### Фебруар
- 5. фебруар — Мирко Топић, српски фудбалер
- 15. фебруар — Хејли Тју, америчка глумица[7]
- 19. фебруар — Александар Ланговић, српски кошаркаш[8]

### Март
- 17. март — Иван Илић, српски фудбалер[9]
- 25. март — Кристијан Белић, српски фудбалер[10]
- 31. март — Џејмс Вајзман, амерички кошаркаш[11]

### Април
- 26. април — Софија Перић, српска певачица
- 29. април — Грегор Глас, словеначки кошаркаш[12]

### Мај
- 8. мај — Марко Павићевић, српски кошаркаш[13]
- 24. мај — Страхиња Павловић, српски фудбалер[14]
- 27. мај — Изабела Видовић, америчко-хрватска глумица[15]
- 31. мај — Ига Свјонтек, пољска тенисерка[16]

### Јун
- 14. јун — Марио Накић, српско-хрватски кошаркаш[17]
- 20. јун — Бојан Томашевић, црногорски кошаркаш[18]

### Јул
- 8. јул — Рил Даунс, канадска глумица
- 10. јул — Изабела Мерсед, америчка глумица и певачица[19]
- 19. јул — Теодора Драгићевић, српска глумица[20]

### Август
- 1. август — Стеван Карапанџић, српски кошаркаш[21]
- 5. август — Ентони Едвардс, амерички кошаркаш[22]
- 14. август — Петар Станић, српски фудбалер[23]
- 16. август — Јаник Синер, италијански тенисер[24]
- 22. август — Ламело Бол, амерички кошаркаш[25]
- 31. август — Аманда Анисимова, америчка тенисерка

### Септембар
- 8. септембар — Никола Штулић, српски фудбалер[26]

### Новембар
- 2. новембар — Лазар Павловић, српски фудбалер[27]

### Децембар
- 18. децембар — Били Ајлиш, америчка музичарка[28]
- 26. децембар — Алексеј Покушевски, српско-грчки кошаркаш[29]
- 29. децембар — Немања Поповић, српски кошаркаш[30]

## Смрти

### Јануар
- 11. јануар — Бранко В. Радичевић, српски књижевник. (*1925)[31]
- 15. јануар — Лео Маркс, британски криптограф. (*1920)[32]
- 31. јануар — Гордон Руперт Диксон, канадски писац научне фантастике. (*1923)[33]

### Фебруар
- 4. фебруар — Драган Максимовић, српски глумац. (*1949)[34]
- 18. фебруар — Миодраг Гидра Стојановић, српски боксер. (*1950)[35]
- 25. фебруар — Доналд Бредман, аустралијски играч крикета. (*1908)[36]
- 26. фебруар — Драгослав Аврамовић, српски економиста и гувернер. (*1919)[37]

### Март
- 9. март — Михајло Костић Пљака, српски глумац. (*1933)
- 10. март — Маја Маршићевић Тасић, српска новинарка и активисткиња Грађанског савеза Србије. (*1965)
- 15. март — Ен Садерн, америчка глумица. (*1909)[38]

### Април
- 12. април — Љиљана Крстић, српска глумица. (*1919)[39]
- 20. април — Ђузепе Синополи, италијански композитор. (*1946)[40]

### Мај
- 11. мај — Даглас Адамс, британски радио-драматург и писац. (*1952)
- 12. мај — Диди, бразилски фудбалер. (*1929)

### Јун
- 3. јун — Ентони Квин, мексички глумац, сликар и писац. (*1915)[41]
- 8. јун — Бранко Плеша, српски глумац. (*1926)
- 11. јун — Милан Пантић, српски новинар. (*1954)
- 16. јун — Сава Вуковић, шумадијски епископ СПЦ. (*1930)[42]
- 18. јун — Даворин Поповић, певач поп и рок групе Индекси. (*1946)
- 27. јун — Џек Лемон, амерички глумац и музичар. (*1925)[43]

### Јул
- 10. јул — Анђелија Милић, српска певачица народне музике. (*1921)[44]
- 20. јул — Карло Ђулијани, италијански активиста, убијен. (*1978)
- 21. јул — Крста Петровић, српски певач забавне музике. (*1928)
- 21. јул — Крсте Црвенковски, македонски политичар. (*1921)
- 22. јул — Индро Монтанели, италијански новинар и историчар. (*1909)
- 26. јул — Јозеф Клаус, аустријски политичар, канцелар Аустрије од 1964. до 1970. год. (*1910)
- 30. јул — Антон Шварцкопф, немачки проналазач. (*1924)

### Август
- 1. август — Зузана Халупова, српска сликарка наиве. (*1925)[45]
- 17. август — Живко Николић, црногорски редитељ и сценариста. (*1941)[46]
- 20. август — Ким Стенли, америчка глумица. (*1925)[47]
- 25. август — Алија, америчка певачица, глумица и модел. (*1979)[48]

### Септембар
- 2. септембар — Кристијан Бернард, јужноафрички хирург. (*1922)
- 9. септембар — Ахмад Шах Масуд, авганистански борац и војсковођа (*1953)
- 13. септембар — Дороти Макгвајер, америчка глумица. (*1916)[49]
- 14. септембар — Олга Ивановић, српска глумица. (*1921)[50]
- 28. септембар — Ернест Ачкун, кларинетиста. (*1930)

### Октобар
- 7. октобар — Родољуб Рођа Раичевић, певач и композитор народне и забавне музике. (*1957)[51]
- 11. октобар — Нада Мамула, српска певачица. (*1927)[52]
- 29. октобар — Милорад Б. Протић, српски астроном. (*1910)

### Новембар
- 8. новембар — Радмила Савићевић, српска глумица. (*1926)[53]
- 29. новембар — Џорџ Харисон, британски гитариста, текстописац, певач и филмски продуцент, познат као члан Битлса. (*1943)[54]

### Децембар
- 8. децембар — Мирза Делибашић, југословенски кошаркаш. (*1954)[55]
- 18. децембар — Жилбер Беко, француски певач, композитор, пијаниста и глумац. (*1927)[56]
- 22. децембар — Јован Гојковић, српски фудбалер. (*1975)[57]

## Нобелове награде
- Физика — Ерик Алин Корнел, Волфганг Кетерле и Карл Виман
- Хемија — Вилијам С. Ноулс, Рјоџи Нојори (野依良治); К. Бари Шарплес
- Медицина — Лиланд Х. Хартвел, Р. Тимоти Хант, сер Пол М. Нерс
- Књижевност — Видјадар Сураџпрасад Најпол
- Мир — Уједињене нације и генерални секретар Кофи Анан (Гана)
- Економија — Џорџ Акерлоф, Мајкл Спенс и Џозеф Штиглиц (САД)